# Pražský přebor 2020/2021
Pražská teplárenská přebor mužů (jednu ze skupin 5. fotbalové ligy) hrálo v sezóně 2020/2021 16 klubů. Sezóna byla po 8. kole z důvodu celosvětové pandemie covidu-19 opět předčasně ukončena. Vítěz pro tento ročník nebyl vyhlášen.

## Systém soutěže
Kluby se měly v soutěži střetnout každý s každým dvoukolovým systémem podzim–jaro a odehrát tak celkem 30 kol. Tento ročník odstartoval 8. srpna 2020 odloženými zápasy 15. kola. Nakonec se stihlo odehrát pouze neúplných 10 kol, než byla soutěž zrušena a nikdo ze soutěže nepostoupil ani nesestoupil. Poslední zápas (8.kolo) se hrál 11. října 2020.

## Nové týmy v sezoně 2020/2021
- Z příslušných divizí (Divize A, Divize B, a Divize C) do Pražského přeboru nesestoupilo žádné mužstvo (z důvodu celosvětové pandemie nemoci covid-19 předchozí sezóna byla předčasně ukončena).
- Z Pražské I. A třídy do Pražského přeboru nepostoupilo žádné mužstvo (z důvodu celosvětové pandemie nemoci covid-19 předchozí sezóna byla předčasně ukončena).

## Výsledná tabulka (po 10 kolech)
| Poř. | Tým                     | Z  | V | R | P | VG | OG | B  |
| ---- | ----------------------- | -- | - | - | - | -- | -- | -- |
| 1.   | FK Admira Praha B       | 9  | 7 | 1 | 1 | 28 | 10 | 22 |
| 2.   | FK Motorlet Praha B     | 10 | 7 | 0 | 3 | 31 | 21 | 21 |
| 3.   | FK Dukla Jižní Město    | 9  | 7 | 0 | 2 | 29 | 20 | 21 |
| 4.   | Sokol Kolovraty         | 9  | 6 | 2 | 1 | 24 | 15 | 20 |
| 5.   | SK Újezd Praha 4        | 10 | 6 | 1 | 3 | 24 | 19 | 19 |
| 6.   | FC Přední Kopanina      | 9  | 5 | 1 | 3 | 23 | 14 | 16 |
| 7.   | TJ Sokol Královice      | 10 | 5 | 1 | 4 | 27 | 23 | 16 |
| 8.   | FC Slavoj Vyšehrad B    | 10 | 4 | 1 | 5 | 23 | 19 | 13 |
| 9.   | FC Zličín               | 10 | 4 | 1 | 5 | 17 | 22 | 13 |
| 10.  | SC Olympia Radotín      | 9  | 3 | 2 | 4 | 18 | 24 | 11 |
| 11.  | SK Třeboradice          | 9  | 3 | 1 | 5 | 19 | 24 | 10 |
| 12.  | SK Hostivař             | 10 | 3 | 0 | 7 | 16 | 19 | 9  |
| 13.  | FK Újezd nad Lesy       | 9  | 2 | 3 | 4 | 12 | 19 | 9  |
| 14.  | FK Viktoria Žižkov B    | 9  | 1 | 2 | 6 | 11 | 25 | 5  |
| 15.  | AFK Slavoj Podolí Praha | 7  | 1 | 1 | 5 | 12 | 23 | 4  |
| 16.  | SK Uhelné sklady Praha  | 9  | 1 | 1 | 7 | 13 | 30 | 4  |

Zdroj:
Poznámky:
- Z = Odehrané zápasy; V = Vítězství; R = Remízy; P = Prohry; VG = Vstřelené góly; OG = Obdržené góly; B = Body